# Rena bressoni
Espèce
Synonymes
- Leptotyphlops bressoni Taylor, 1939

Statut de conservation UICN

 DD  : Données insuffisantes
Rena bressoni est une espèce de serpents de la famille des Leptotyphlopidae.

## Répartition
Cette espèce est endémique du Michoacán au Mexique. 

## Publication originale
- Taylor, 1939 : On North American snakes of the genus Leptotyphlops. Copeia, vol. 1939, n. 1, p. 1-7.